# Audi S og RS-modeller
S og RS modellerne er en serie af sportsligt orienterede biler fra den tyske bilproducent Audi. 

## Audi S og RS modelserie

### Aktuelle modeller
| Modelnavn | Platform            | Typenummer | Karrosseriformer                | Introduktionsår |
| --------- | ------------------- | ---------- | ------------------------------- | --------------- |
| Audi S3   | Volkswagen Group A5 | 8P         | 3-dørs hatchback                | 2006            |
| Audi TTS  | Volkswagen Group A5 | 8J         | 2-dørs coupé                    | 2008            |
| Audi S4   | Volkswagen Group B7 | 8E         | 2-dørs cabriolet                | 2006            |
| Audi RS4  | Volkswagen Group B7 | 8E         | 2-dørs cabriolet                | 2007            |
| Audi S5   | Volkswagen Group B8 | 8T         | 2-dørs coupé                    | 2007            |
| Audi S6   | Volkswagen Group C6 | 4F         | 4-dørs sedan, 5-dørs stationcar | 2006            |
| Audi RS6  | Volkswagen Group C6 | 4F         | 4-dørs sedan, 5-dørs stationcar | 2008            |
| Audi S8   | Volkswagen Group D3 | 4E         | 4-dørs sedan                    | 2006            |

### Tidligere modeller
| Modelnavn | Platform            | Typenummer | Karrosseriformer                                  | Produktionsår |
| --------- | ------------------- | ---------- | ------------------------------------------------- | ------------- |
| Audi S2   | Volkswagen Group B3 | 8B         | 2-dørs coupé, 4-dørs sedan, 5-dørs stationcar     | 1991−1993     |
| Audi RS2  | Volkswagen Group B4 | 8C         | 5-dørs stationcar                                 | 1994−1996     |
| Audi S4   | Volkswagen Group C4 | 4A         | 4-dørs sedan, 5-dørs stationcar                   | 1991−1994     |
| Audi S4   | Volkswagen Group B5 | 8D         | 4-dørs sedan, 5-dørs stationcar                   | 1997−2002     |
| Audi S4   | Volkswagen Group B6 | 8E         | 4-dørs sedan, 5-dørs stationcar, 2-dørs cabriolet | 2003−2005     |
| Audi S4   | Volkswagen Group B7 | 8E         | 4-dørs sedan, 5-dørs stationcar                   | 2005−2008     |
| Audi RS4  | Volkswagen Group B5 | 8D         | 5-dørs stationcar                                 | 2000−2001     |
| Audi RS4  | Volkswagen Group B7 | 8E         | 4-dørs sedan, 5-dørs stationcar                   | 2006−2008     |
| Audi S6   | Volkswagen Group C4 | 4A         | 4-dørs sedan, 5-dørs stationcar                   | 1995−1997     |
| Audi S6   | Volkswagen Group C5 | 4B         | 4-dørs sedan, 5-dørs stationcar                   | 1999−2003     |
| Audi RS6  | Volkswagen Group C5 | 4B         | 4-dørs sedan, 5-dørs stationcar                   | 2002−2004     |
| Audi S8   | Volkswagen Group D2 | 4D         | 4-dørs sedan                                      | 1998−2003     |

### Fremtidige modeller
| Modelnavn | Platform            | Typenummer | Karrosseriformer                | Introduktionsår |
| --------- | ------------------- | ---------- | ------------------------------- | --------------- |
| Audi S3   | Volkswagen Group A5 | 8P         | 5-dørs hatchback                | 2008            |
| Audi S4   | Volkswagen Group B8 | 8K         | 4-dørs sedan, 5-dørs stationcar | 2008            |

- Wikimedia Commons har flere filer relateret til Audi S og RS-modeller

| Stub | Spire Denne bilrelaterede artikel er en spire som bør udbygges. Du er velkommen til at hjælpe Wikipedia ved at udvide den. |